# جیا روی
جیا روی (انگلیسی: Jia Rui; ۱۸ فوریهٔ ۱۹۸۷) ووشوکار  اهل ماکائو است.
وی در مسابقات کشوری و بین‌المللی در مجموع برندهٔ ۱۱ مدال طلا، ۱۳ مدال نقره، ۵ مدال برنز شده‌است.